# Trzcianki (powiat puławski)
Trzcianki – wieś w Polsce położona w województwie lubelskim, w powiecie puławskim, w gminie Janowiec.
Wieś królewska, położona była w drugiej połowie XVI wieku w powiecie radomskim województwa sandomierskiego. W latach 1975–1998 miejscowość należała administracyjnie do województwa lubelskiego.
Wieś stanowi sołectwo gminy Janowiec. Według Narodowego Spisu Powszechnego z roku 2011 wieś liczyła 323 mieszkańców.
W miejscowości funkcjonuje pierwszy w Polsce rodzinny park tematyczny "Magiczne Ogrody", stworzony w oparciu o oryginalne baśniowe historie.
Wierni Kościoła rzymskokatolickiego należą do parafii św. Stanisława Biskupa i św. Małgorzaty w Janowcu.

## Części wsi
| SIMC    | Nazwa               | Rodzaj     |
| ------- | ------------------- | ---------- |
| 0381410 | Polesie Wojszyńskie | przysiółek |

## Historia
W wieku XIX Trzcianki, (mylnie nazywane Trzcionki) stanowiły wieś i folwark w ówczesnym powiecie kozienickim, gminie Góra Puławska, parafii Janowiec. Od siedziby powiatu w Kozienicach odległe 39 wiorst. Około roku 1892 było tu 35 domów i 281 mieszkańców oraz 900 mórg dworskich. Do włościan należało 349 mórg. W spisie z roku  1821  występuje 21 domów i 138 mieszkańców, wieś należała do parafii Kazimierz.